# Evolutionisme
Evolutionisme is het idee dat er wetmatigheden te ontdekken zijn in de evolutie van historische ontwikkelingen die zou verlopen van eenvoudige, primitieve tot steeds ingewikkelder en complexere vorm. Hoewel evolutionisme opkwam rond de periode dat Darwin zijn The Origin of Species publiceerde, is dit geen toepassing van zijn biologische theorie op culturele en sociale ontwikkelingen. Hoewel ook wel wordt gesproken van sociaal darwinisme zijn de ideeën daaruit vooral afkomstig van Herbert Spencer. Het sociaal darwinisme is een vorm van evolutionisme waarbij wordt aangenomen dat er geen sprake is van toeval, maar dat er een telos, een doel is.

## Klassiek cultureel evolutionisme
In de negentiende eeuw ontstond in de antropologie het idee dat er sprake was van een eenlijnige culturele evolutie van de samenleving. Buiten Europa observeerden antropologen samenlevingen die als primitief werden beschouwd, terwijl uit de archeologie bleek dat er zoiets als een prehistorie had bestaan. Met behulp van de vergelijkende methode kwam men tot de conclusie dat primitieve samenlevingen zich ontwikkelden tot complexe als in het superieur geachte Europa. Deze theorie van sociale ontwikkeling werd al aan het einde van die eeuw door onder meer Franz Boas ondergraven. De theorie werd gezien als etnocentrisch en men verwierp de door het vooruitgangsgeloof ingegeven idee dat de moderne samenleving beter zou zijn dan oudere vormen. In de historiografie wordt deze teleologische benadering presentisme genoemd.
Wat volgde was diffusionisme en wat Marvin Harris later historisch particularisme noemde; men meende de menselijke geschiedenis slechts in kleine geïsoleerde delen, maar nooit in zijn totaliteit te kunnen weergeven, de idiografische benadering.

## Neo-evolutionisme
Halverwege de twintigste eeuw werden echter weer pogingen gedaan voor een systematische of nomothetische benadering. Leslie White en Julian Steward brachten een herleving van de oude culturele evolutie waarbij rekening werd gehouden met de bezwaren. Steward onderscheidde de familie, patrilineaire en samengestelde bands, Redfield's folk society en de staat. In Evolution and Culture uit 1960 werd dit neo-evolutionisme verder uitgewerkt. Hierin onderscheidden Elman Service en Marshall Sahlins de sociale structuur op basis van de complexiteit. In toenemende complexiteit waren dit de band, de stam (tribe), de proto-staat (chiefdom) en de natiestaat.
In de jaren daarna bleek uit onderzoek dat kenmerken van veel samenlevingen moeilijk in te passen waren in deze onderverdeling. In de antropologie werden dit model en dat van Morton Fried dan ook grotendeels verlaten en keerde men weer terug naar de nadruk op onderzoek naar specifieke culturen. In de archeologie liep men tegen dezelfde problemen aan. Hier verliet men de modellen echter niet, maar begon men deze aan te passen en uit te breiden.